# Пшисухский повет
Пшисухский повет (пол. Powiat przysuski) — повет (район) в Польше, входит как административная единица в Мазовецкое воеводство. Центр повета — город Пшисуха. Занимает площадь 800,68 км². Население — 42 980 человек (на 2013 год).

## Административное деление
- города: Пшисуха
- городско-сельские гмины: Гмина Пшисуха
- сельские гмины: Гмина Борковице, Гмина Гельнюв, Гмина Кльвув, Гмина Одживул, Гмина Потворув, Гмина Русинув, Гмина Венява

## Демография
Население повета дано на 2013 год.
| Перепись            | Всего  | Мужчины | Женщины |
| ------------------- | ------ | ------- | ------- |
| Всего               | 42 980 | 21 341  | 21 639  |
| Городское население | 6146   | 2983    | 3163    |
| Сельское население  | 36 834 | 18 358  | 18 476  |